# Trollspinnare
Trollspinnare (Harpyia milhauseri) är en fjärilsart som beskrevs av Fabricius 1775. Trollspinnare ingår i släktet Harpyia och familjen tandspinnare. Arten är reproducerande i Sverige. Inga underarter finns listade i Catalogue of Life.

## Bildgalleri

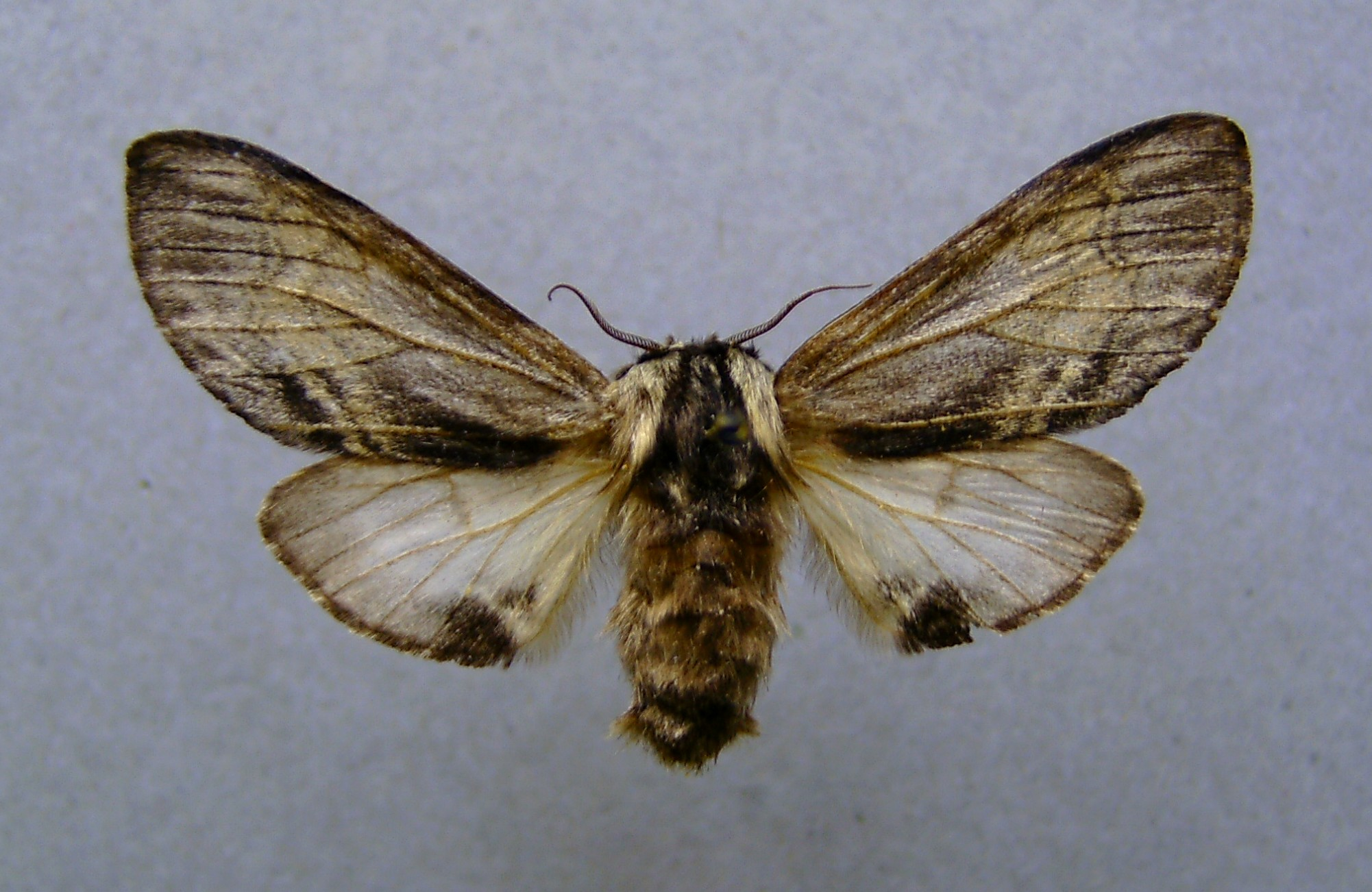
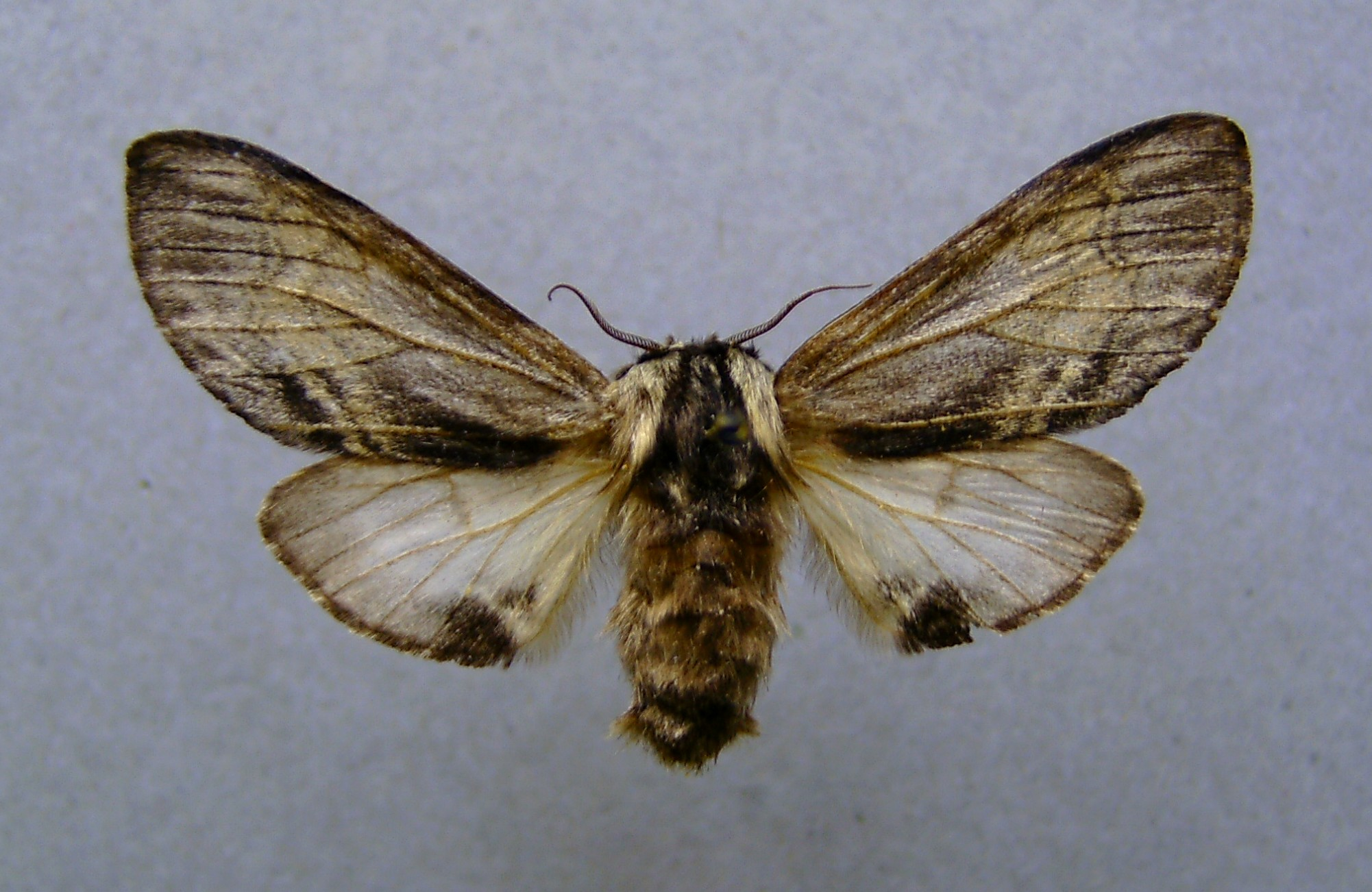